# Сергей Лебедев (писател)
Сергей Сергеевич Лебедев e руски писател и журналист. Автор на романите „Предел на забравата“ (2010) и „Дебютант“ (2020), издадени на български език от издателство „Кръг“, както и на Год кометы (2014), Люди августа (2016) и Гусь Фриц (2018). Първият му сборник с разкази "Титан" излезе през 2022 г., а година по-късно бе преведен и на български. 

## Биография
Роден е през 1981 г. в Москва. От четиринайсетгодишен участва в геоложки експедиции в северната част на Русия и Казахстан в продължение на осем сезона. От 2000 г. до 2014 г. работи като журналист, заместник главен редактор на вестник „Първи септември“. Публикува стихотворения в списание „Звезда“.

## Творчество
Първият роман на Сергей Лебедев – „Предел на забравата“ е включен в дългия списък на финалистите за националната литературна награда „Большая книга“, както и в списъка за наградата „Национален бестселър“ през 2010 г. Романът е преведен на повече от 15 езика, сред които английски, немски, френски, чешки, италиански, шведски, полски, македонски, унгарски, грузински, тамилски, български и други езици. През 2016 г. „Предел на забравата“ е сред най-добрите 10 книги, преведени на английски език, според „Уолстрийт джърнъл“.
Вторият роман на Лебедев Год кометы е издаден през 2014 г. Преведен е на английски и френски. Третият му роман „Люди августа“е публикуван в Германия през есента на 2015 г. и през 2016 г. в Русия. Той е включен в кратките списъци за литературните награди „Букър“ и „Нос“. Четвъртият му роман „Гусь Фриц“ излиза през 2018 г. и е преведен на английски и немски.
„Дебютант“ е шпионски роман за съветските тайни служби, който поставя въпроса за морала в науката и руската действителност днес. Писателят се вдъхновява за книгата от случая „Скрипал“ – отравянето на двойния агент Сергей Скрипал и дъщеря му във Великобритания с препарат, създаден в Русия. В центъра на историята е възрастен учен, създал някога най-неуловимата и безпощадна отрова на света – Дебютант. След разпадането на СССР Калитин бяга на Запад, но прекарва последните години от живота си в очакване на приближаващото възмездие. В Русия има заповед предателят да бъде убит, и то – със собственото му изобретение. „Не са много романите, написани от гледна точка на това, което се случва в Русия днес“, казва в интервю за „Ню Йорк Таймс“ руският журналист и писател Сергей Лебедев. И той се впуска именно в това: да изследва трагедиите и проблемите на настоящето.
„Дебютант“ (2020 г.) е номиниран за две големи литературни награди: европейския приз „Ангелус“ и швейцарския – „Ян Михалски“.
Нобеловият лауреат за литература Светлана Алексиевич казва за прозата на Сергей Лебедев:
| „ | Изключете телевизора и го прочетете… Сергей Лебедев пише не за миналото, а за настоящето. Той пише, че ние все още не сме преживели и не сме разбрали ерата на Сталин. Перестройката изглежда вече като забравена античност, а Сталин е жив. През деветдесетте години всички бяхме романтици, смятахме, че ето това е свободата. Но човек, който е прекарал целия си живот в лагер, не може да излезе през портата и от утре да стане свободен. Вместо Перестройка и свобода имаме ограбена страна, руснаци воюват с украинци, наново се издигат паметници на Сталин. В църквите се молят за велика Русия. Това не е поколението на Сталин, а техните деца. Децата на техните деца. Безкрайна и тъмна връзка. Героите на Лебедев търсят начин да прекъснат тази пъпна връв... ” | “ |

### Романи
- Год кометы (2014)
- Люди августа (2016)
- Гусь Фриц (2018)
- Предел на забравата. Превод Денис Коробко, издателство „Кръг“, 2020
- Дебютант. Превод Денис Коробко, издателство „Кръг“, 2022

### Разкази
- Титан. Превод Денис Коробко, издателство „Кръг“, 2023